# Ох Бансук
Ох Бансук (кореј. 오반석; 20. мај 1988) јужнокорејски је фудбалер који тренутно наступа за Чеџу јунајтед и репрезентацију Јужне Кореје на позицији штопера.

## Клупска каријера
Професионалну каријеру почео је 2011. године, у Чеџу јунајтеду. Прве сезоне одиграо је 17 утакмица и постигао је изједначујући гол у побједи 2:1 над Сангхјуом. Други гол постигао је наредне сезоне, у поразу 3:2 од Поханг стилерса; Бансук је постигао гол главом за 2:2, али само два минута касније Поханг је постигао побједоносни гол. У октобру 2015, постигао је гол за побједу 1:0 на гостовању Сувон блувингсима.
У сезони 2017 постигао је два гола, први у априлу у ремију 1:1 против Гванџуа; док је други гол постигао у августу, такође против Гванџуа, за побједу 1:0 на гостовању. У априлу 2018 постигао је гол за побједу 1:0 на гостовању Поханг стилерсима.

## Репрезентативна каријера
За репрезентацију Јужне Кореје први пут је позван у оквиру припрема за Свјетско првенство 2018. Дебитовао је 28. маја 2018, на пријатељској утакмици против Хондураса; ушао је у игру у 71. минуту, умјесто Чунга Сунгхјуна. На пријатељској утакмици против Босне и Херцеговине, одиграној 1. јуна 2018. године, био је у стартној постави, али је замијењен одмах на почетку другог полувремена.
Нашао се на списку играча за Свјетско првенство 2018, али није играо ни на једној утакмици.